# Bigenditia
Bigenditia is een geslacht van spinnen uit de  familie van de Lamponidae.

## Soorten
- Bigenditia millawa Platnick, 2000
- Bigenditia zuytdorp Platnick, 2000